# Nicholas Seagrave, 1. Baron Seagrave (of Barton Segrave and Stowe)

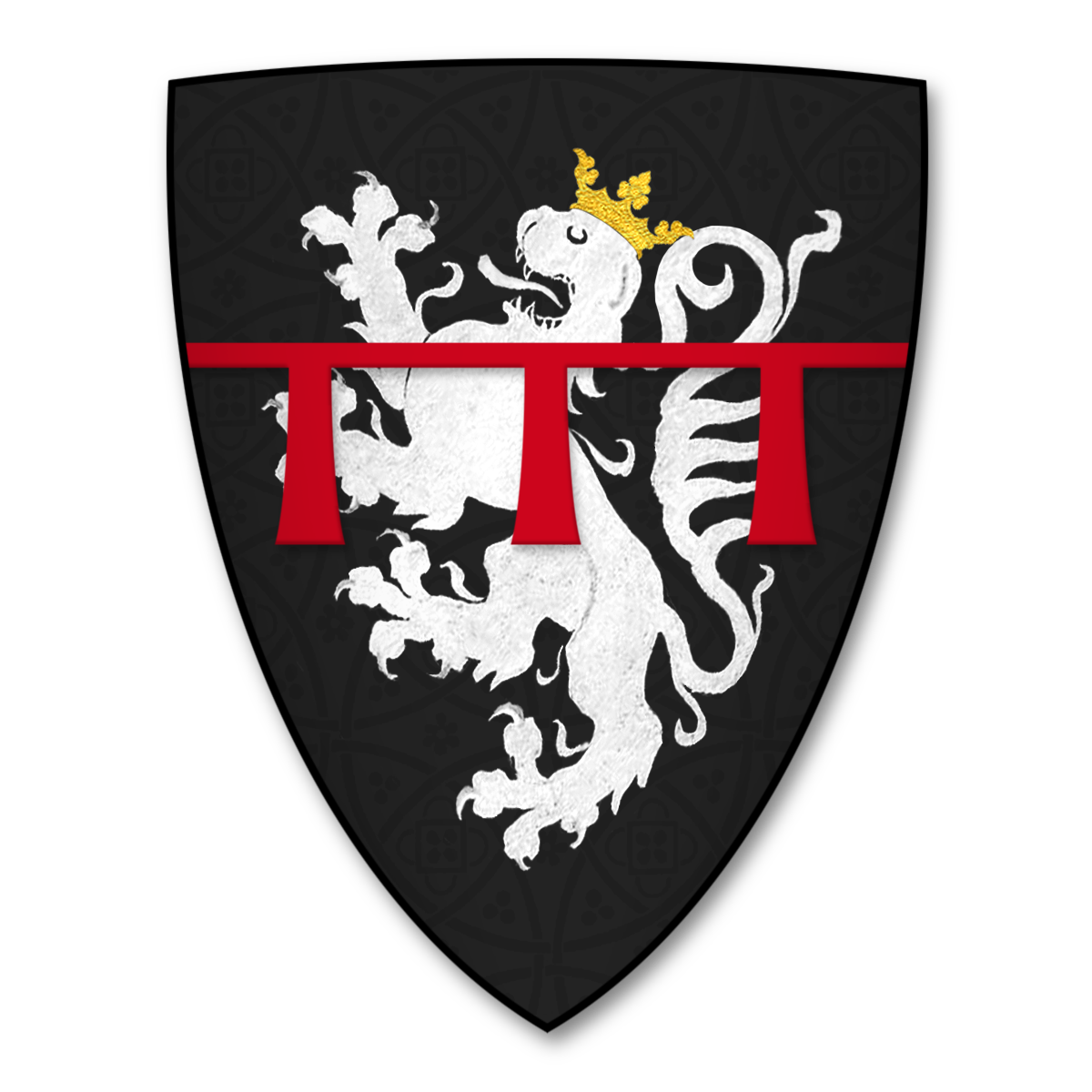
Wappen von Nicholas Seagrave

Nicholas Seagrave, 1. Baron Seagrave (auch Segrave) (* nach 1256; † 25. November 1321) war ein englischer Adliger und Militär.

## Herkunft
Nicholas Seagrave entstammte der Familie Seagrave, einer ursprünglich aus Leicestershire stammenden Familie mit umfangreichen Besitzungen in mehreren englischen Grafschaften. Er war der zweite Sohn seines gleichnamigen Vaters Nicholas Seagrave, 1. Baron Seagrave und dessen Frau Matilda.

## Aufstieg unter Eduard I.
Als jüngerer Sohn trat Seagrave in den Dienst von König Eduard I. Vermutlich war er und nicht sein alter Vater von 1291 bis 1292 Kastellan der Burgen von Dumbarton und Ayr in Schottland. Noch zu Lebzeiten seines Vaters wurde er im August 1295 erstmals durch Writ of Summons in ein Parlament berufen und ihm damit ein eigenständiger erblicher Titel als Baron Segrave verliehen. Zur Unterscheidung vom parallel existierenden Titel seines Vaters wird sein Titel in der Literatur, nach seinem Wohnsitz, auch um den Ortszusatz of Barton Segrave and Stowe ergänzt. Bis zu seinem Tod wurde er dann regelmäßig zu den Parlamenten geladen. Nach dem Tod seines Vaters Ende 1295 erbte sein älterer Bruder John die Besitzungen der Familie und den Titel Baron Segrave. In den nächsten Jahren diente Nicholas Seagrave während des Ersten Schottischen Unabhängigkeitskriegs weiterhin als Militär. 1298 nahm er an der Schlacht von Falkirk und 1300 im Gefolge von Humphrey de Bohun, 4. Earl of Hereford an der Belagerung von Caerlaverock Castle teil. Am 12. Februar 1301 besiegelte er den Brief der Barone an den Papst, in dem sie sich über dessen Einmischung in den Krieg mit Schottland beschwerten.

## Konflikt mit dem König und Unterwerfung
Von 1303 bis 1304 nahm Seagrave erneut an einem Feldzug des Königs nach Schottland teil. Dabei kam es zu einem heftigen Streit zwischen ihm und John Cromwell. Seagrave forderte Cromwell zum Zweikampf auf, um den Streit zu entscheiden. Als der König dies untersagte, desertierte Seagrave aus dem königlichen Heer und flüchtete nach Frankreich. Auf Befehl des Königs versuchte Robert de Burghersh, der Warden of the Cinque Ports und Kommandant von Dover Castle die Ausreise von Seagrave zu verhindern, doch konnte er ihn erst bei seiner Rückkehr aus Frankreich in Dover verhaften. Erst als sich 21 Barone für Seagrave einsetzten, konnte er auf sein Gut Stowe in Northamptonshire zurückkehren. Im Januar 1305 wurde er jedoch aufgefordert, sich vor dem Parlament in Westminster zu verantworten. Dort unterwarf er sich dem Urteil des Königs und wurde anscheinend zum Tode verurteilt. Er wurde zwar nicht hingerichtet, aber im Tower of London inhaftiert. Dann wurde er jedoch freigelassen und gewann rasch die Gunst von Eduard I. zurück. 1307 nahm er am letzten Feldzug des Königs nach Schottland teil.

## Günstling von Eduard II.
Auch bei Eduard II., dem Sohn und Nachfolger von Eduard I. stand Seagrave zunächst in hoher Gunst. Am 23. Februar 1308 entband der König Seagrave von seinen Verpflichtungen gegenüber der Krone. Als Eduard II. bereits zu Beginn seiner Herrschaft einer Gruppe von oppositionellen Adligen gegenüberstand, war Seagrave ein überzeugter Unterstützer des Königs. Am 12. März 1308 ernannte der König Seagrave zum Marshal of England und dazu zum Verwalter von Northampton Castle. Seagrave wird allerdings nur selten als Zeuge von königlichen Urkunden genannt und besaß offenbar nur geringen Einfluss am Königshof. Dennoch verlangte das Parlament im August 1308 in Northampton, dass Seagrave zusammen mit drei anderen Ratgebern des Königs den Hof verlassen solle. Vielleicht wurde dies aber nur gefordert, weil er zu den Anhängern von Thomas of Lancaster gehörte, dem Cousin des Königs, der zu dieser Zeit noch zu dessen Unterstützern gehörte.

## Zunehmende Spannungen mit dem König
Das Amt des Marshals wurde Seagrave von William Marshal, 1. Baron Marshal bestritten, der es als Erbamt seiner Familie betrachtete. Dieser Anspruch wurde vom König abgewiesen, doch der Streit zwischen Seagrave und Marshal war so heftig, dass der König beiden im Juli 1311 verbot, während des Parlaments Waffen zu tragen. Seagraves Amt als Marshal führte möglicherweise dazu zu einem ersten größeren Streit zwischen dem König und Lancaster. Als Marshal durfte Seagrave den Marshal of the Exchequer ernennen. Nachdem der von ihm ernannte Elias de Pouger im September 1310 gestorben war, wurde Jocelin Brankescombe zu seinem Nachfolger ernannt. Seagrave war zu dieser Zeit in Schottland, doch nach seiner Rückkehr bestätigte er die Ernennung von Brankescombe. Dieser wurde jedoch Ende September 1311 zugunsten Arnald de Tilly abgelöst. Arnald de Tilly stammte aus der Gascogne und war ein Freund des ebenfalls aus der Gascogne stammenden königlichen Günstlings Piers Gaveston. Wenig später wurde Gaveston gemäß der Ordinances aus England verbannt, worauf Brankescombe erneut Marshal of the Exchequer wurde. Der Anteil von Seagrave an diesen Intrigen ist unklar, doch nach der willkürlichen Hinrichtung von Gaveston durch Lancaster und andere Barone 1312 verlor er zunehmend das Vertrauen des Königs. Zusammen mit dem Earl of Pembroke, dem älteren Despenser, Edmund Mauley und John Cromwell bat er am 20. September 1312 die Vertreter der City of London um Unterstützung bei der Verteidigung der Stadt gegen Gegner des Königs. Am 20. Dezember bezeugte er zusammen mit Pembroke und Despenser für den König dessen Aussöhnung mit der Adelsopposition. Bis zum 6. Dezember 1314 wird er danach noch gelegentlich als Zeuge von königlichen Urkunden genannt, danach nur noch einmal am 20. Mai 1319 in York. Als Vasall des Earl of Lancaster, der zum schärfsten Gegner des Königs geworden war, war seine Stellung am Hof offenbar zunehmend unhaltbar geworden. 1316 vergab der König schließlich das Amt des Marshals an seinen Halbbruder Thomas of Brotherton.

## Letzte Jahre und Tod
Als der Konflikt des Königs mit Lancaster sich 1317 zuspitzte, befahl der König die Ergreifung von Seagrave und die Beschlagnahmung seiner Ländereien, doch diese Befehle wurden nach der erneuten Aussöhnung des Königs mit Lancaster am 24. September widerrufen. 1318 gehörte er zu den Vasallen Lancasters, die für ihre Vergehen begnadigt wurden, dazu wurde er in einen Ausschuss berufen, um das nächste Parlament vorzubereiten. Während des englischen Feldzugs nach Schottland 1319 nahm er mit vier Rittern und zehn Soldaten im Gefolge von Lancaster an der vergeblichen Belagerung von Berwick teil. Im Oktober 1320 nahm er erneut am Parlament in Westminster teil und im Januar 1321 gehörte er zu den Magnaten, die Verhandlungen mit dem schottischen König Robert Bruce führen sollten. Als Lancaster nun eine offene Rebellion gegen Eduard II. führte, untersagte der König neben anderen Magnaten auch Seagrave am 21. April 1321 die Teilnahme an aufrührerischen Versammlungen. Am 12. November 1321 verbot ihm der König erneut, an einem Treffen der Rebellen teilzunehmen. Wenig später starb Seagrave, bevor im nächsten Frühjahr der König die Rebellion von Lancaster niederschlagen konnte.

## Erwerb von Ländereien, Heirat und Erbe
Seagrave hatte Alice, eine Tochter von Geoffrey of Armenters geheiratet. Sie war die Witwe von Gerard Lisle. Durch die Heirat erwarb er die Güter Stowe und Barton Seagrave in Northamptonshire. Dazu besaß er weitere Ländereien in Northamptonshire, Suffolk und Essex. Über den Besitz des Gutes von Chrishall in Essex kam es 1301 zu einem Streit zwischen Seagrave und Bischof Walter Langton von Lichfield, der schließlich von Eduard I. geschlichtet werden musste. Aus seiner Ehe mit Alice hatte er eine Tochter:
- Maud de Segrave, 2. Baroness Segrave (um 1296–1334/5)

Seine Tochter, die seine Erbin wurde, heiratete Edmund de Bohun aus Church Brampton in Northamptonshire, einen jüngeren Sohn von Humphrey de Bohun, 4. Earl of Hereford. Mit ihrem kinderlosen Tod erlosch der Titel Baron Segrave, of Barton Segrave and Stowe.